# Божко, Николай Андреевич
Никола́й Андре́евич Божко́ (28 февраля 1937, Москва) — учёный-геолог, профессор кафедры динамической геологии геологического факультета Московского Государственного Университета им. М. В. Ломоносова (1989), доктор геолого-минералогических наук (1981).

## Биография
Родился 28 февраля 1937 года в Москве. Жена — Наталья Николаевна Божко (Савелькаева). Есть сын Александр (1986 г. р.) и дочь Ольга (1989 г. р.)

### Юность, образование
Детские и школьные годы провёл в Полтаве. В 1954 году окончил полтавскую среднюю школу № 25.
В 1954—1959 годах обучался на геологическом факультете МГУ им. Ломоносова, кафедра динамической геологии.
В 1959—1965 годах обучался на Государственных центральных курсах иностранных языков, министерства просвещения РСФСР, английское подразделение.
После окончания университета работал в экспедиции Всесоюзного аэрогеологического треста (ВАГТ), проводил полевые исследования на горном Алтае и в Хакасии. В 1961—1962 годах проводил геолого-съёмочные работы в составе группы советских геологов в Ираке. С 1962 по 1966 год в качестве геолога, руководителя партии проводил геолого-съёмочные работы на территории Северной Ганы, в пределах Бирримского складчатого пояса и впадины Вольта. В отложениях этой впадины открыл первые прямые нефтепроявления.
В 1966 году поступил в очную аспирантуру геологического факультета МГУ на кафедру динамической геологии, но в 1967—1968 годах прервал учёбу в аспирантуре, работая в течение года в Танзании в составе экспертной группы советских геологов. В 1969 году защитил кандидатскую диссертацию (научный руководитель — В. Е. Хаин, тема «Поздний докембрий Западной и Экваториальной Африки») и зачислен ассистентом на кафедру динамической геологии геологического факультета МГУ, где прошёл путь от ассистента до профессора. В 1981 году защитил докторскую диссертацию на тему «Поздний докембрий Гондваны (тектонический анализ)».
Государственная премия Российской Федерации 1995 года (в составе коллектива) — за цикл работ «Эволюция осадочной оболочки Земли (палеогеография, литология, геохимия, тектоника)»

### Научная и преподавательская деятельность
На геологическом факультете МГУ читает курсы «Геотектоника», «Геология докембрия», «Региональная геотектоника», «Геодинамика докембрия».
Автор более 250 научных публикаций, в том числе 5 монографий.

Основные направления научной деятельности — общая и региональная геотектоника, тектоника докембрия, геология Африки, прикладная геотектоника. Область педагогических интересов — курсы лекций, учебные геологические практики студентов. Много лет руководил учебной геологической практикой в Крыму.

Заслуженный профессор МГУ (2013).
Основные научные результаты Н. А. Божко:
- В теоретической геотектонике: Установлена тектоническая асимметрии Северного и Южного полушарий для всей эволюции Земли, выявлен её знакопеременный характер то есть открыто явление глобальной геодинамической инверсии; обоснована суперконтинентальная цикличность с циклом продолжительностью в 400 млн лет и её корреляция с эпохами диастрофизма, роста континентальной коры, магматизмом мантийных плюмов и галактическими процессами; установлена пространственная приуроченность рифтовых зон к определенным структурам докембрия и предопределенность рифтогенеза.
- В тектонике докембрия: выявлен перманентный характер тектонической мобильности гранулитовых поясов; выделен и исследован специфический эндогенный режим докембрия — тектоно — термальная переработка; разработана типизация тектонических элементов позднего докембрия с выделением особого ряда интракратонных структур. Совместно с В. Е. Хаиным написана монография «Историческая геотектоника. Докембрий».
- В региональной тектонике докембрия: Разработаны стратиграфия и тектоника впадины Вольта (Западная Африка); выполнен тектонический анализ позднего докембрия Гондваны, составлен первый атлас палеотектонических карт Гондваны; В значительной степени на основании личных данных разработаны и опубликованы новые геодинамические модели Байкало — Витимского пояса, фундамента Восточно — Европейской платформы, кратона Зимбабве.
- В прикладной геотектонике: Исследованы тектонические факторы локализации алмазоносных кимберлитов и рифейской нефтегазоносности.

## Научные работы
- Божко Н. А. О двух типах суперконтинентальных циклов. Вестник московского университета. Сер. Геология. 2011 г. N5. Стр. 15-24.
- Божко Н. А. Внутриплитный базит — ультрабазитовый магматизм во времени и в аспекте суперконтинентальной цикличности. Вестник Московского университета. Серия 4. Геология. 2010. N3. c. 10-25.
- Божко Н. А. Суперконтинентальная цикличность в истории Земли. Вестн. Моск. Ун-та. Сер.4. Геология. 2009 N2. С. 13-27.
- Божко Н. А.. Тектонические обстановки локализации алмазоносных кимберлитов за пределами архейских кратонов. Руды и металлы, 2006, N1
- Jelsma H.. Kroner A.. Bozhko N. and Stowe C. Single zircon ages for two Archean banded migmatitic gneisses from central Zimbabwe. South African Journal of Geology. 2004. N12, р. 25-34.
- Божко Н. А., Постников А В, Щипанский А. А. Геодинамическая модель формирования фундамента Восточно-Европейской платформы. ДАН. 2002 г., т. 386, N5, с.651-655.
- Божко Н. А. Геотектонические факторы локализации алмазоносных кимберлитов в свете современных данных. В кн.: Проблемы прогнозирования, поисков и изучения месторождений полезных ископаемых на пороге XXI века. Воронежский Госуниверситет, 2003 г., с.360-365.
- Божко Н. А., Кирмасов А. Б., Талицкий В. Г., Клочко А. А., Королек Т. Л. Геодинамическая модель развития Келяно-Иракиндинской зоны Прибайкалья в докембрии — палеозое. Бюлл. МОИП, Отд. геол. 1999. Т. 74, вып. 6. С. 3-13.
- Khain V.E., Bozhko N.A. Historical Geotectonics. Precambrian. Oxford&IBH Publishing Company. New Delhi-Calcutta, 1996.
- Божко Н. А. Тектоно-термальная переработка-характерный эндогенный режим докембрия I Геотектоника. 1995. N2. С. 61-74.
- Божко Н. А. Рифейская аккреция террейнов в тектонической эволюции Байкальской горной области //Доклады РАН. 1995. Т.345. С. 654—657.
- Божко Н. А. Геодинамическая эволюция Северного Забайкалья. Программа Университеты России. Геология. Т.1. М., Изд-во Московского Университета, 1993. С. 102—109.
- Божко Н. А. Геодинамическая инверсия в полярной системе северного и южного полушарий земли. Вестник Московского Университета. Серия 4. Геология.1992, N5, с.27-38.
- Хаин В. Е., Божко Н. А. Историческая геотектоника. Докембрий. М. Недра. 1988, 382 с.
- Божко Н.А Проблемы тектоники позднего докембрия В кн. :Геология и перспектива рудоносности фундамента древних платформ. Л..Наука,1987, с.14-22.
- Божко Н. А., Палеотектонические карты Гондваны. Атлас. М., Центргеология,1987, 30 листов.
- Божко Н. А., Поздний докембрий Гондваны. М. Недра,1984, 231 с.
- Божко Н. А., Позднедокембрийские геосинклинали Гондваны Бюлл. МОИП,отд.геол.1983, т.58, с. 8 Божко Н. А.,.Поздний докембрий Гондваны (тектонический анализ) Автореферат докторской дисс. М.,198
- Божко Н. А. Офиолиты центральной части Западного Прибайкалья. Доклады АН СССР, 1975, т.223, с. 421—424.
- Божко Н. А., О возможной нефтегазоносности отложений верхнего докембрия Западной Африки. Изв. Высш. Учебн. Заведений. Нефть и газ, 1972, c.3-5.
- Божко Н.А Мозамбикский пояс и некоторые особенности позднедокембрийских «активизированных» зон Африки. Геотектоника, 1970, N 6, с. 13-22.
- Божко Н. А., Поздний докембрий Западной и Экваториальной Африки. Автореферат кандидатской диссертации, 1969, с.23
- Божко Н. А., Расчленение и корреляция отложений верхнего докембрия Африканской платформы. Вестник Московского университета, сер. 4, геология, 1969, N2, с.21-34.

Всего 250 работ